# Danielle Campbell
Pour les articles homonymes, voir Campbell.
Danielle Campbell, née le 30 janvier 1995 à Hinsdale, dans l'Illinois, est une actrice américaine.
Elle est surtout reconnue pour avoir joué dans les téléfilms, Starstruck : Rencontre avec une star (2010) et Prom (2011), ainsi que pour jouer le rôle de Davina Claire dans la série dramatique/fantastique, The Originals (2013- 2018).

## Biographie
Danielle Campbell est née le 30 janvier 1995 à Hinsdale, Illinois (États-Unis),.
Elle est la fille de Georganne Campbell et de John Campbell. Elle a un frère cadet, Johnny Campbell,.

### Vie privée
Elle a été en couple avec Louis Tomlinson, membre des One Direction, de décembre 2015 à fin décembre 2016. Elle est sortie avec Charlie Puth en octobre 2017.
Depuis fin 2017, elle est en couple avec Colin Woodell, son ancien partenaire dans The Originals. Ils se fiancent en août 2023.

## Carrière

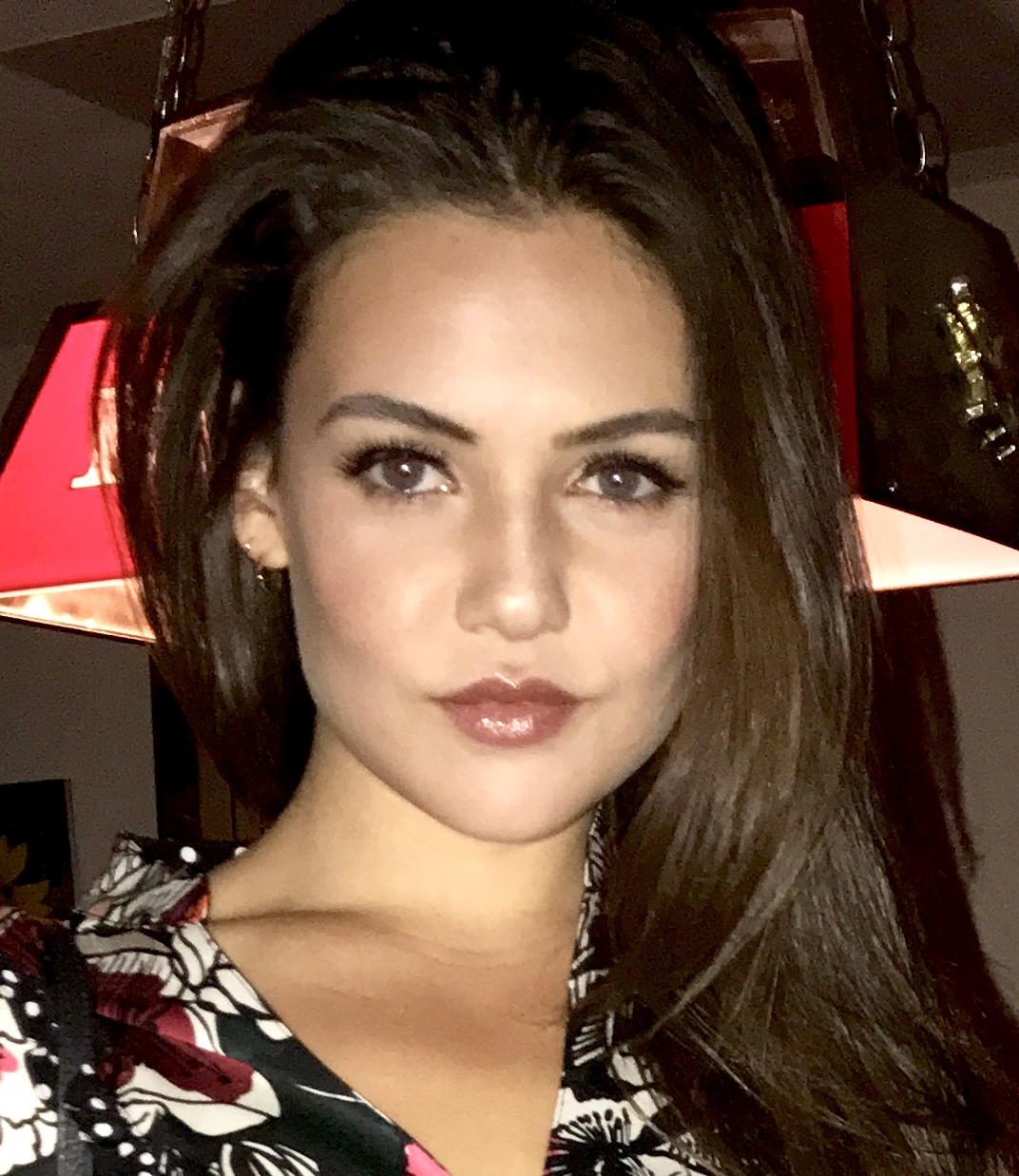
Danielle Campbell à New York le 6 septembre 2017.

Elle débute en 2006, à l’âge de 11 ans en jouant dans quelques épisodes de la série américaine, Prison Break,.
En 2008, elle joue dans le film The Poker House.
En 2010, elle obtient un rôle important dans Starstruck : Rencontre avec une star, aux côtés de Sterling Knight,. Peu après la sortie du téléfilm, elle signe un contrat avec Disney Channel. L'année suivante, elle joue dans le film Prom.
En 2013, elle obtient le rôle de Davina Claire dans la série The Originals, spin-off de Vampire Diaries. La série s'achève en 2018.
En 2018, elle apparaît dans la deuxième saison de la série Famous in Love, puis elle joue dans All American  et la série d'anthologie Tell Me a Story, qui est annulée après deux saisons en 2020.

## Filmographie

### Cinéma

#### Longs métrages
- 2008 : The Poker House de Lori Petty : Darla
- 2011 : Prom de Joe Nussbaum (en) : Simone Daniels
- 2012 : Madea : Protection de témoins (Madea's Witness Protection) de Tyler Perry : Cindy Needleman
- 2016 : Anna, la victoire à tout prix (Race to Redemption) de Teddy Smith : Hannah Rhodes
- 2017 : F*&% the Prom de Benny Fine : Maddy
- 2018 : You Can Choose Your Family de Miranda Bailey : Allison
- 2018 : American Pets de Robert Logevall : Halle
- 2018 : Ghost Light de John Stimpson : Juliet Miller

### Télévision

#### Séries télévisées
- 2006 - 2007 : Prison Break : Gracey Hollander (saison 2 - 5 épisodes)
- 2010 : Zeke et Luther (Zeke and Luther) : Dani
- 2012 : Drop Dead Diva : Carla Middlen
- 2013 - 2018 : The Originals : Davina Claire (rôle principal saisons 1 à 3, invitée saisons 4 et 5)
- 2017 - 2018 : Runaways (Marvel's Runaways) : Eiffel
- 2018 : Famous in Love : Harper
- 2018 : All American : Hadley
- 2018 : Alive in Denver : Liz
- 2018 - 2020 : Tell Me a Story : Kayla Powell / Olivia Moon
- 2024 : The Rookie : Le Flic de Los Angeles :	Blair London
- 2025 :  The Waterfront : Peyton Buckley

#### Téléfilm
- 2010 : Starstruck : Rencontre avec une star (Starstruck) de Michael Grossman : Jessica Olson

### Clip vidéo
- 2018 : Jesse McCartney - Better With You : La petite amie

## Voix françaises
- Kelly Marot dans (les séries télévisées) : 
  - The Originals
  - Tell Me a Story
  - The Rookie : Le Flic de Los Angeles

et aussi
- Mélanie Dermont (Belgique) dans Starstruck : Rencontre avec une star (téléfilm)
- Sara Chambin dans The Waterfront (série télévisée)